# Luppeaue bei Horburg und Zweimen
Koordinaten: 51° 22′ 4″ N, 12° 9′ 26″ O

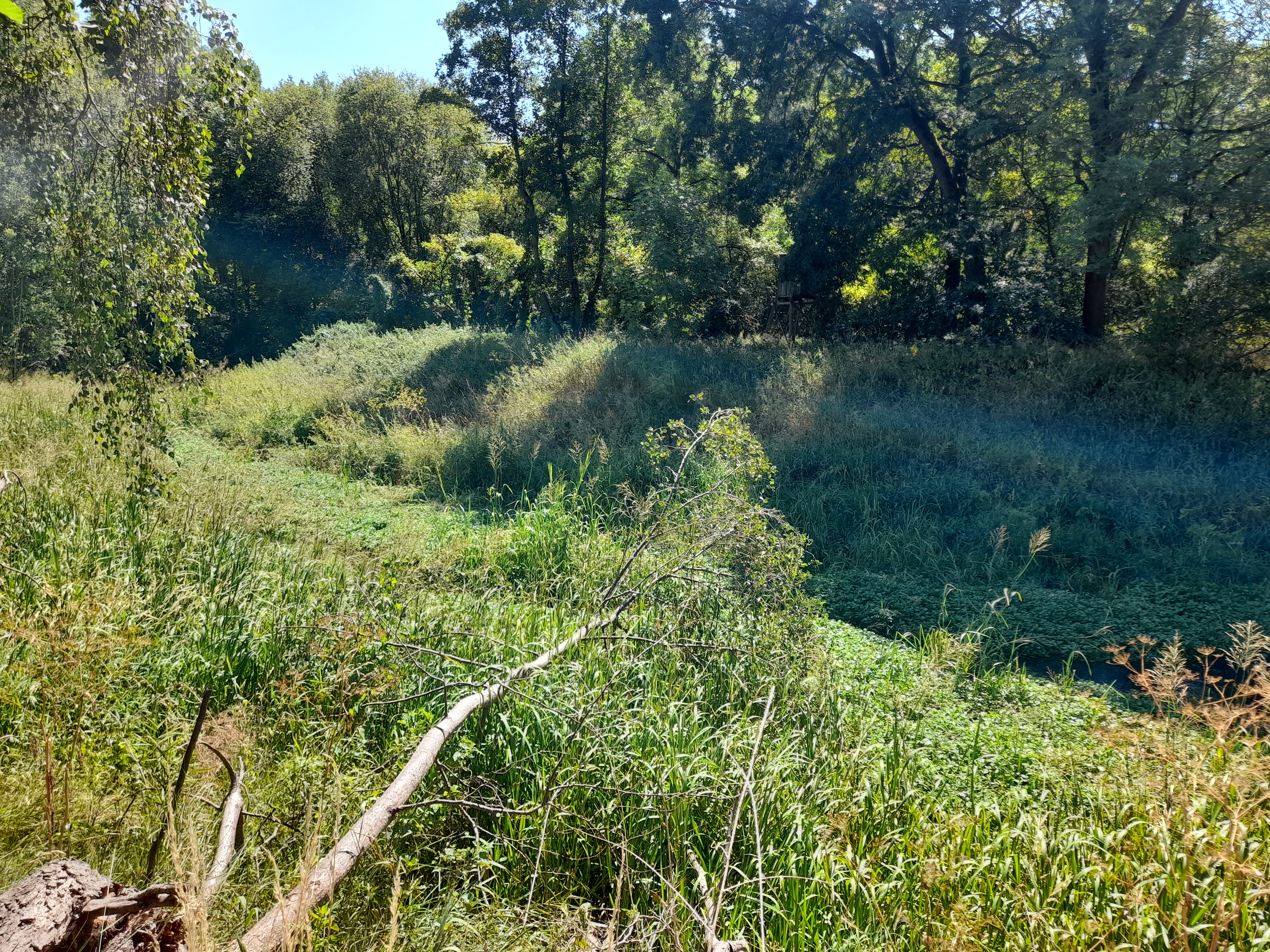
Luppeaue bei Horburg und Zweimen

Die Luppeaue bei Horburg und Zweimen ist ein Naturschutzgebiet in der Stadt Leuna und der Gemeinde Schkopau im Saalekreis in Sachsen-Anhalt.

## Allgemeines
Das Naturschutzgebiet mit dem Kennzeichen NSG 0197 ist 378,9 Hektar groß. Es ist zu einem großen Teil Bestandteil des FFH-Gebietes „Elster-Luppe-Aue“ und des EU-Vogelschutzgebietes „Saale-Elster-Aue südlich Halle“. Das Naturschutzgebiet grenzt im Nordosten an das Naturschutzgebiet „Elsteraue bei Ermlitz“ und ist ansonsten – bis aus kurze Bereiche, in denen es an Zweimen, Dölkau bzw. Horburg-Maßlau grenzt – vollständig vom Landschaftsschutzgebiet „Elster-Luppe-Aue“ umgeben. 48,4 Hektar des Naturschutzgebietes sind als Totalreservat ausgewiesen. Das Gebiet steht seit 2002 unter Schutz (Datum der Verordnung: 12. April 2002). Zuständige untere Naturschutzbehörde ist der Saalekreis.

## Beschreibung
Das Naturschutzgebiet liegt zwischen Halle (Saale) und Leipzig und stellt einen Auenkomplex in der Niederung von Luppe und Weißer Elster unter Schutz. Das in der durch Braunkohlebergbau im Tagebau Merseburg-Ost schwer geschädigten Landschaft liegende Naturschutzgebiet wird von Hartholzauenwäldern und feuchten Eichen-Hainbuchenwäldern geprägt. Durch die Waldkomplexe verläuft die noch relativ naturnah mäandrierende Luppe mit zahlreichen Altarmen, die durch Grundwasseranstieg nach der Einstellung der Braunkohleförderung teilweise wieder wassergefüllt sind.
Die Hartholzauwälder werden in erster Linie von Eichen und Eschen gebildet. Weiterhin stocken hier auch Restbestände der Feldulme, die an anderen Stellen der Elster-Luppe- und Saale-Elster-Aue infolge des Ulmensterbens verschwunden sind. Die Stieleichen im Naturschutzgebiet sind teilweise sehr alt. Die Krautschicht der Auwälder wird von zahlreichen Frühjahrsblühern gebildet, darunter auch Massenvorkommen des Bärlauchs. Die Strauchschicht wird neben dem Jungwuchs der standorttypischen Baumarten von Schwarzem Holunder, Rotem Hartriegel und Pfaffenhütchen gebildet. Die Gewässer im Naturschutzgebiet werden vielfach von Weichholzauengebüschen begleitet. Die trockeneren Bereiche bei Dölkau und Horburg werden von Eichen-Hainbuchenwald eingenommen. In der Luppe siedeln schutzwürdige Wasserpflanzengesellschaften, insbesondere die des Flutenden Hahnenfußes.
Im Norden, Süden und Westen des Auwaldkomplexes sind artenreiche Feuchtwiesen erhalten, die als Glatthafer-, Fuchsschwanz-, Brenndolden-Rasenschmielen-, Kohldistel- und Silauwiesen ausgebildet sind. Hier siedeln z. B. Färberscharte, Teufelsabbiss, Herbstzeitlose, Wiesenknöterich, Knollenkratzdistel, Rasensegge, Filzsegge, Gewöhnliche Brenndolde, Glanzwiesenraute und Entferntährige Segge. Daneben sind feuchte Hoch- und Uferstaudenfluren zu finden.
Das Naturschutzgebiet ist Lebensraum einer artenreichen Avifauna, darunter Schwarz- und Rotmilan, Wespenbussard, Rohrweihe, Schwarzspecht, Mittelspecht, Tüpfelsumpfhuhn, Eisvogel und Neuntöter. Die Schleiereule brütet im Schloss Dölkau in direkter Umgebung des Naturschutzgebietes. Auch Fledermäuse, darunter Wasserfledermaus, Großer Abendsegler sowie Große und Kleine Bartfledermaus, sind im Naturschutzgebiet heimisch. Säugetiere sind u. a. durch Hermelin, Mauswiesel, Feldhase sowie Wühlmäuse wie die Kurzohrmaus und Spitzmäuse wie die Feld- und Zwergspitzmaus vertreten.
Die Gewässer im Naturschutzgebiet sind Lebensraum zahlreicher Amphibien, darunter Kammmolch, Knoblauch- und Wechselkröte, Moor- und Grasfrosch sowie Laubfrosch. Die Population des Laubfrosches gilt als Grundlage für die in den 1990er-Jahren erfolgte Wiederbesiedelung zahlreicher Gewässer bis zur Saale. Reptilien sind durch Ringelnatter und Zauneidechse vertreten. Weiterhin beherbergen die Gewässer verschiedene Schnecken, darunter Riementeller-, Ohrschlamm- und Spitze Sumpfdeckelschnecke sowie die Muscheln Große Teichmuschel und Gemeine Teichmuschel.
Die Wiesen, Röhrichte und Hochstaudenfluren beherbergen auch an feuchte Standorte angepasste Heuschrecken wie die Kurzflüglige Schwertschrecke und die Große Goldschrecke. Eine Besonderheit ist die sonst in Sachsen-Anhalt nur an wenigen Stellen vorkommende Plumpschrecke.
Das Naturschutzgebiet grenzt überwiegend an landwirtschaftliche Nutzflächen, im Süden und Osten auch an dörflich geprägte Ortsteile von Leuna. Die Kreisstraße zwischen Dölkau und Horburg-Maßlau verläuft durch das Naturschutzgebiet.